# ソユーズTMA-11
ソユーズTMA-11は、2007年10月にソユーズFGによって打ち上げられた国際宇宙ステーションへの飛行であり、第16次長期滞在のクルー2名をISSに運んだ。また、ロシアとの契約に基づきマレーシア人初の宇宙飛行士シェイク・ムザファ・シュコアが同乗し飛行した。帰還時には、ソユーズ宇宙船に初めて女性2名が同時に搭乗した。

## 乗組員

### 打上げ時
第16次長期滞在のクルー
- ユーリ・マレンチェンコ (4) - 船長 -  RSA
- ペギー・ウィットソン (2) - フライトエンジニア -  NASA
- シェイク・ムザファ・シュコア (1) - 宇宙飛行関係者 -  マレーシア

### 帰還時
- ユーリ・マレンチェンコ (4) - 船長 -  RSA
- ペギー・ウィットソン (2) - フライトエンジニア -  NASA
- 李素妍 (1) - 宇宙飛行関係者 -  韓国

## バックアップ
- サリザン・シャリポフ - 船長 -  RSA
- マイケル・フィンク - フライトエンジニア -  NASA
- ファイズ・カリード  - 宇宙飛行関係者 -  マレーシア

## 再突入の不具合
ソユーズTMA-11は国際宇宙ステーションからの離脱後、機器の故障によって緊急時に使用する弾道突入コースで大気圏に突入してしまった。これは前回のソユーズTMA-10でも発生している。
これにより、降下中の乗務員には10Gもの重力加速度が加わった。李素妍飛行士は、頸椎や腰を痛め入院した。
また大気圏への異常突入により予定していた着陸地点から西に475kmも外れてしまい、途中から無線が不通になった。着陸後、ソユーズカプセル内に搭載している緊急時用の衛星電話でクルーの安否が確認された。国際宇宙ステーションからの観測や地上レーダーのデータを元にRSAは直ちに2機のヘリコプターで捜索を開始しクルーを発見した。
2機連続の異常突入のため、ソユーズ宇宙船には潜在的欠陥があると考えられ、設計の確認や、打ち上げ前の機体、軌道上の機体の一斉点検が行われた。その結果、降下モジュールとサービスモジュールの結合箇所の分離用爆発ボルトに問題が見つかり、分離が正常に行われなかったためと判断された（類似のトラブルは、ソユーズ5号でも発生）。このため、これらを改良すると共に、姿勢制御プログラムを更新する事によってこの問題は再発しなくなった。